# 石巻市の行政区域の変遷
石巻市の行政区域の変遷（いしのまきしのぎょうせいくいきのへんせん）では、町村制施行以後の宮城県牡鹿郡石巻町および石巻市の行政区域の変遷を解説する。石巻市を構成する町・字の変遷については石巻市の町・字を参照。

石巻市の位置

## 市域の変遷

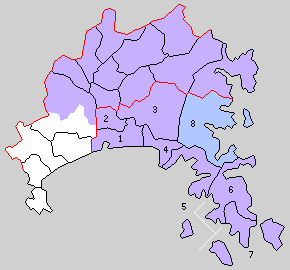
町村制施行時の牡鹿郡の村々。1.石巻町 2.蛇田村 3.稲井村 4.渡波町 5.荻浜村 6.大原村 7.鮎川村（紫色の町村が現在の石巻市域にあたる）

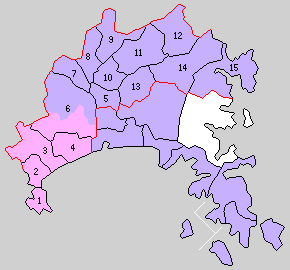
町村制施行時の桃生郡の村々。5.鹿又村 6.深谷村 7.前谷地村 8.中津山村 9.桃生村 10.大谷地村 11.飯野川村 12.橋浦村 13.二股村 14.大川村 15.十五浜村（紫色の村々が現在の石巻市域にあたる）

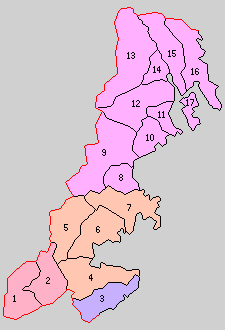
町村制施行時の本吉郡の村々。3.十三浜村（紫色の村々が現在の石巻市域にあたる）

- 1889年（明治22年）4月1日 - 町村制施行に伴い、牡鹿郡所属3村の区域をもって牡鹿郡石巻町が成立[1]。
  - 同時に、現在の市域に概ね相当する以下の町村が成立[1]。
    - 牡鹿郡：渡波町・蛇田村・荻浜村・稲井村・鮎川村・大原村
    - 桃生郡：鹿又村・深谷村・前谷地村・中津山村・桃生村・大谷地村・飯野川村・橋浦村・二股村[注 1]・大川村・十五浜村
    - 本吉郡：十三浜村
- 1896年（明治29年）4月1日 - 深谷村が分村し、桃生郡広淵村・赤井村・須江村・北村・大塩村が成立[1]。
- 1901年（明治34年）3月26日 - 飯野川村が町制施行し、飯野川町が成立[1]。
- 1933年（昭和8年）4月1日 - 石巻町が単独市制施行し、石巻市（初代）が成立[1]。
- 1940年（昭和15年）12月1日 - 鮎川村が町制施行し、鮎川町が成立[1]。
- 1941年（昭和16年）4月1日 - 十五浜村が町制施行し、雄勝町が成立[1]。
- 1949年（昭和24年）4月 - 石巻市と蛇田村が境界変更[1]。
- 1952年（昭和27年）11月1日 - 北村と遠田郡南郷村が境界変更[2]。
- 1953年（昭和28年） - 蛇田村と鹿又村が境界変更[3]。
- 1955年（昭和30年）
  - 1月1日 - 蛇田村が石巻市に編入[1]。
  - 3月21日
    - 中津山村と桃生村が合併し、桃生郡桃生町が成立[1]。
    - 飯野川町、二俣村、大川村、大谷地村が合併し、桃生郡河北町が成立[1]。
    - 広淵村、北村、須江村、前谷地村、鹿又村が合併し、桃生郡河南町が成立[1]。

  - 3月26日 - 鮎川町と大原村が合併し、牡鹿郡牡鹿町が成立[1]。
  - 4月1日 - 橋浦村と十三浜村が合併し、桃生郡北上村が成立[1]。
  - 4月10日 - 荻浜村が石巻市に編入[1]。
- 1956年（昭和31年）
  - 8月10日 - 所属未定地が雄勝町に編入[4]。
  - 12月10日 - 南郷町と河南町が境界変更[5]。
- 1957年（昭和32年）4月1日 - 桃生町と河南町が境界変更[6]。
- 1958年（昭和33年）9月1日 - 所属未定地が渡波町および石巻市に編入[7][8]。
- 1959年（昭和34年）
  - 1月20日 - 所属未定地が石巻市に編入[9]。
  - 4月1日 - 稲井村が町制施行し、稲井町が成立[10]。
  - 4月20日 - 所属未定地が稲井町に編入[11]。
  - 5月15日 - 渡波町の一部が稲井町に編入[12]。残部が石巻市に編入[1]。
- 1960年（昭和35年）4月10日 - 所属未定地が石巻市に編入[13]。
- 1962年（昭和37年）4月1日 - 北上村が町制施行し、北上町が成立[1]。
- 1967年（昭和42年）3月23日 - 稲井町が石巻市に編入[14]。
- 1968年（昭和43年）11月1日 - 河北町と北上町が境界変更[15]。
- 1973年（昭和48年）8月1日 - 桃生町と遠田郡涌谷町が境界変更[16]。
- 1998年（平成10年）11月1日 - 河南町と桃生郡矢本町が境界変更[17]。
- 2003年（平成15年）2月1日 - 桃生町と河北町が境界変更[18]。
- 2005年（平成17年）4月1日 - 石巻市、桃生郡桃生町、同郡河南町、同郡河北町、同郡北上町、同郡雄勝町、牡鹿郡牡鹿町が合併し、石巻市（2代目）が成立[19]。
- 2019年（平成31年）2月1日 - 遠田郡美里町と石巻市が境界変更[20]。

### 変遷表
石巻市の市域の変遷を簡略化して以下に記す。ここでは市町村合併による市域拡大のみを記述しており、境界変更による市域の変更は省略する。
| 1889年 4月1日 町村制施行 | 1889年 - 1939年            | 1940年 - 1954年           | 1955年 - 1959年               | 1960年 - 1989年            | 1990年 - 現在                | 現在   |
| ------------------------ | -------------------------- | ------------------------- | ----------------------------- | -------------------------- | ---------------------------- | ------ |
| 牡鹿郡石巻町             | 1933年4月1日 市制 石巻市   | 石巻市                    | 石巻市                        | 石巻市                     | 2005年4月1日 新設合併 石巻市 | 石巻市 |
| 牡鹿郡蛇田村             | 蛇田村                     | 蛇田村                    | 1955年1月1日 石巻市に編入     | 石巻市                     | 2005年4月1日 新設合併 石巻市 | 石巻市 |
| 牡鹿郡稲井村             | 稲井村                     | 稲井村                    | 1959年4月1日 町制 稲井町      | 1967年3月23日 石巻市に編入 | 2005年4月1日 新設合併 石巻市 | 石巻市 |
| 牡鹿郡渡波町             | 渡波町                     | 渡波町                    | 1959年5月15日 稲井町に編入    | 1967年3月23日 石巻市に編入 | 2005年4月1日 新設合併 石巻市 | 石巻市 |
| 牡鹿郡渡波町             | 渡波町                     | 渡波町                    | 1959年5月15日 石巻市に編入    | 石巻市                     | 2005年4月1日 新設合併 石巻市 | 石巻市 |
| 牡鹿郡荻浜村             | 荻浜村                     | 荻浜村                    | 1955年4月10日 石巻市に編入    | 石巻市                     | 2005年4月1日 新設合併 石巻市 | 石巻市 |
| 牡鹿郡鮎川村             | 鮎川村                     | 1940年12月1日 町制 鮎川町 | 1955年3月26日 新設合併 牡鹿町 | 牡鹿町                     | 2005年4月1日 新設合併 石巻市 | 石巻市 |
| 牡鹿郡大原村             | 大原村                     | 大原村                    | 1955年3月26日 新設合併 牡鹿町 | 牡鹿町                     | 2005年4月1日 新設合併 石巻市 | 石巻市 |
| 桃生郡飯野川村           | 1901年3月26日 町制飯野川町 | 飯野川町                  | 1955年3月21日 新設合併 河北町 | 河北町                     | 2005年4月1日 新設合併 石巻市 | 石巻市 |
| 桃生郡二股村             | 二股村                     | 二股村                    | 1955年3月21日 新設合併 河北町 | 河北町                     | 2005年4月1日 新設合併 石巻市 | 石巻市 |
| 桃生郡大谷地村           | 大谷地村                   | 大谷地村                  | 1955年3月21日 新設合併 河北町 | 河北町                     | 2005年4月1日 新設合併 石巻市 | 石巻市 |
| 桃生郡大川村             | 大川村                     | 大川村                    | 1955年3月21日 新設合併 河北町 | 河北町                     | 2005年4月1日 新設合併 石巻市 | 石巻市 |
| 桃生郡十五浜村           | 十五浜村                   | 1941年4月1日 町制 雄勝町  | 雄勝町                        | 雄勝町                     | 2005年4月1日 新設合併 石巻市 | 石巻市 |
| 桃生郡桃生村             | 桃生村                     | 桃生村                    | 1955年3月21日 新設合併 桃生町 | 桃生町                     | 2005年4月1日 新設合併 石巻市 | 石巻市 |
| 桃生郡中津山村           | 中津山村                   | 中津山村                  | 1955年3月21日 新設合併 桃生町 | 桃生町                     | 2005年4月1日 新設合併 石巻市 | 石巻市 |
| 桃生郡鹿又村             | 鹿又村                     | 鹿又村                    | 1955年3月21日 新設合併 河南町 | 河南町                     | 2005年4月1日 新設合併 石巻市 | 石巻市 |
| 桃生郡前谷地村           | 前谷地村                   | 前谷地村                  | 1955年3月21日 新設合併 河南町 | 河南町                     | 2005年4月1日 新設合併 石巻市 | 石巻市 |
| 桃生郡深谷村             | 1895年4月1日 分村 北村     | 北村                      | 1955年3月21日 新設合併 河南町 | 河南町                     | 2005年4月1日 新設合併 石巻市 | 石巻市 |
| 桃生郡深谷村             | 1895年4月1日 分村 須江村   | 須江村                    | 1955年3月21日 新設合併 河南町 | 河南町                     | 2005年4月1日 新設合併 石巻市 | 石巻市 |
| 桃生郡深谷村             | 1895年4月1日 分村 広淵村   | 広淵村                    | 1955年3月21日 新設合併 河南町 | 河南町                     | 2005年4月1日 新設合併 石巻市 | 石巻市 |
| 桃生郡橋浦村             | 橋浦村                     | 橋浦村                    | 1955年3月30日 新設合併 北上村 | 1962年4月1日 町制 北上町   | 2005年4月1日 新設合併 石巻市 | 石巻市 |
| 本吉郡十三浜村           | 十三浜村                   | 十三浜村                  | 1955年3月30日 新設合併 北上村 | 1962年4月1日 町制 北上町   | 2005年4月1日 新設合併 石巻市 | 石巻市 |

## 町制施行から市制施行まで

### 石巻町の市制施行と合併計画
1925年（大正14年）、第13代石巻町長宇和野源三郎が市制施行を目指して市制準備調査委員会を設置した。この背景には、大正初期の仙北軽便鉄道の開業や河川改修工事の進行に伴う人口の急増があった。調査委員会は財政経済部門・産業公共繁栄部門・教育社会部門・保健交通土木部門・合併区域調査部門の五部門編成で、それぞれが担当事項の調査にあたった。結果、当時の石巻町の町勢は概ねすでに市制の基準を満たしているとされたが、市制施行の最重要要件たる人口要件を満たしていないことがわかった。当時の石巻町の人口は2万5千人ほどで市制施行要件の人口3万人には及ばなかったため、必然的に隣接町村との合併が第一課題となり、石巻町は牡鹿郡蛇田村、同郡稲井村、同郡渡波町との積極的な合併を試みた。しかし、地元住民の反発もあり合併が成立することはなく、市制準備調査委員会は解散し、宇和野による第一次市制準備は失敗に終わった。宇和野が1929年（昭和4年）4月、任期満了により引退すると、石母田正輔が第14代石巻町長に就任した。石母田は過去に第9代石巻町長に就任しており、第9代町長在任中から町政の抱負の一つに市制施行を掲げていたが、市制施行への具体的な動きはなく退任していた。石母田は第14代石巻町長として再び町長の座に就くと、まず1930年（昭和5年）9月13日に内務省地方局行政課長・大達茂雄に「市政施行準備調査蒐集に関する御依頼の件」を発送して第二次市制準備を開始した。これに対して、内務省からは市制施行に向けた具体的な指示が出され、1930年9月26日に石巻町で第一回市制施行準備委員会が開かれた。委員会では市制基本方針が協議事項として提案された。市制基本方針では隣接町村との合併に関して、三つの案が立案された。第一案は蛇田村との全村合併、第二案は蛇田村山下および稲井村井内、渡波町との合併、第三案は渡波町および蛇田村、稲井村井内との合併という内容であった。新市の人口は、第一案の場合で32,574人、第二案の場合で37,930人、第三案の場合で41,542人となっており、いずれも市制施行の人口要件は満たしていた。続く第二回市制施行準備委員会では委員会各部門委員とその分担内容が決定し、市制施行に向けた本格的な活動が開始した。委員会は1931年（昭和6年）1月から毎月第二木曜日を定例会合日として審議と調査事務を進め、八戸市・飽海郡酒田町・郡山市といった先進都市の視察調査や市制施行後の施設計画調査などを実施した。ただし、肝心の隣接町村との合併は、各町村の戸数割一戸あたりの課税負担額の格差が大きな障壁となっていた。市制施行準備委員会による調査事務は完了したが、隣接町村との合併交渉は進展しないという状況が続いたため、石母田は石巻町の単独市制施行を決意し、1932年（昭和7年）12月27日、「市制施行ニ関スル意見書」提出の件を緊急町議会に提案した。議会では賛否両論が沸騰し、継続審議となったが、石母田はあくまで市制の早期実現を目指し、内務大臣山本達雄宛に「市制施行ニ関スル意見書」を提出し、宮城県知事三辺長治宛に「市政施行に関する意見書提出の儀に付禀請」を提出した。1933年（昭和8年）2月10日、継続審議となっていた意見書提出の件が再議され、満場一致で可決された。これを受けた石巻町は2月27日、内務省の指示に従って臨時町勢調査を実施した。調査結果によれば、町の人口は3万3千余人であった。この結果報告に基づいて内務省行政課事務官と県地方課長の出張調査が実施された。3月25日には内務大臣山本達雄から市制施行に関する諮問内務省城地第14号が届き、石巻町を廃止して石巻市を設置することを議会で審議するように指示を受けた町は翌日に緊急町会を招集し、即日、市制施行に関して異議なしと内務省に答申した。1933年（昭和8年）3月28日、内務省告示第84号が告示され、同年4月1日に牡鹿郡石巻町が廃止され、その区域を以て石巻市が成立した。石巻町の悲願であった市制施行が達成されたが、隣接町村との合併および都市計画の実施は引き続き審議された。

### 石巻町以外の動向
1895年（明治28年）、深谷村大窪村にて農民129名が分村運動を起こし、翌年4月1日、深谷村が解散し、桃生郡広淵村・赤井村・須江村・北村・大塩村の5ヶ村が成立した。
1901年（明治34年）3月26日に飯野川村が町制施行し、桃生郡飯野川町が成立した。
1940年（昭和15年）12月1日に鮎川村が町制施行し、牡鹿郡鮎川町が成立した。
1940年（昭和15年）、十五浜村は戸数1,447戸、人口8,959人を擁する村となっていた。これはスレートや硯の製造業や水産業といった産業の振興とそれに伴う旅客船や陸路の整備といった交通の発達による影響が大きかったとされる。現に十五浜村は桃生郡最大級の工場地域を形成し、スレートや硯は内地のみならず台湾や朝鮮といった外地まで進出しており、国内市場を独占していたとされる。こういった背景もあり、十五浜村は皇紀2600年にあたる1940年（昭和15年）中の町制施行を目指して、村は1940年（昭和15年）8月8日、村会に「村を町と為すの件」を提出し、同年10月1日に町制施行することを目標としていた。最初の提案は審議の結果、決議を延期することとなったが、翌年2月15日に再び審議されることとなり、議案は可決された。3月18日付で林信夫県知事から町制施行を許可されたため、4月1日に十五浜村は町制施行し、雄勝町が成立した。町名については十五浜村成立以前より雄勝浜が十五浜の中心集落となっていたことから「雄勝町」と命名したとされる。

## 昭和期の合併

1950年時点での宮城県の市町村（太線は市郡境）。

### 大石巻建設構想と十万都市構想
戦後、政府は行政の簡素化・効率化のために上からの町村合併を推進する方針を打ち立てた。1952年（昭和27年）8月に地方自治法が改正されると都道府県知事に市町村合併促進計画の策定と勧告権を認め、知事を推進役とする町村合併の枠組みをつくった。1953年（昭和28年）には町村合併促進法を制定し、内閣総理大臣および知事に大きな権限を付与し、財政上の特例措置を講じた。さらには新市町村建設促進法が公布され、小規模町村に対する財政援助打ち切りといった制裁措置などを匂わせながら、未合併町村の合併を強力に推進した。
石巻市においては隣接町村合併について、1949年（昭和24年）度と1950年（昭和25年）度の施政方針演説で堺武志市長が矢本から女川に至るまでの大石巻建設構想を抱いてると表明した。堺は大石巻建設構想では、「渡波町との合併は、運河開削や防波堤構築等の外港計画も実施する」「矢本町との合併は国際空港として同町のもつ必然性を考慮する」などと述べた。1953年（昭和28年）8月に作られた大石巻建設計画では、渡波町・稲井村・赤井村・蛇田村・荻浜村田代島の一町三村一島を将来、大石巻市に包含するとした。石巻市史はこの計画について「石巻市の利害から大が小を呑み込む大合併構想であった」と記している。
1954年（昭和29年）1月、宮城県は桃生牡鹿地方事務所管内の市町村を一市十町村に合併する試案を作成、関係市町村への指導を開始した。試案では、石巻市は渡波町、蛇田村、稲井村と合併することが計画されていたが、一方で石巻市は同年2月、合併調整委員会の第一回協議会で渡波町、稲井村、蛇田村、鹿又村、須江村の五町村の合併を目標とする「人口十万都市建設案」を作成し、一挙にこれを実現するという意見に一致した。この計画案は先の大石巻建設構想よりは縮小したとはいえ、県の試案より大規模なものであった。
桃生・牡鹿両郡の市町村合併計画は県内他地方より難航し、結果として県試案の一部が修正された。鮎川町および大原村と合併する予定だった荻浜村について、1954年（昭和29年）に石巻市への全村合併を決定したため、石巻市との中間にある渡波町の動向を見て保留、石巻市と合併する予定だった稲井村について、人口規模が1万人以上であったため独立を維持、須江村について、石巻市と合併する場合、全村合併の後に分村することを考慮することが再び県試案として提案された。これにも関わらず、石巻市は1954年（昭和29年）10月25日に渡波、稲井、蛇田、鹿又、須江、赤井との一市一町六村合併計画を盛り込んだ隣接町村合併計画書を提出し、十万都市構想を堅持した。この石巻市の動きに対して宮城県は12月1日に渡波町および蛇田村との合併に絞った町村合併計画について石巻市へ諮問を発した。石巻市では12月7日の臨時市議会でこれについて協議すると、一市一町六村合併を実現すべきだとの意見が出て紛糾した。しかし、石巻市が周辺町村に合併を呼びかけて、それに応じたのは蛇田村、荻浜村および須江村のみで、他町村からは何ら反応がなく、結局、石巻市は県諮問で異議なしと答申をした。これにより、石巻市の掲げた十万都市構想は挫折し、以降は蛇田村・荻浜村との合併の具体化、渡波町への合併の働きかけに移った。

### 蛇田村・荻浜村・渡波町との合併
先行したのは蛇田村との合併であった。先述の通り、戦前から石巻市の蛇田村との合併は何度か試みられたが、山下地区の有力層の強い反対にあって実現することはなかった。しかし、戦後は合併促進の機運が高まり、1949年（昭和24年）4月に蛇田村のうち明神山、山下、山下西、鍋倉、鍋倉前、南谷地、七窪、横堤、横堤前、揚慮原（うつぎはら）、揚慮原西、深淵、境谷地、清水尻、清水尻西、西中里、東中里、面剣田、水押の各字が石巻市へ編入された。1954年（昭和29年）12月9日には地方自治法と町村合併促進法に基づき、合併促進協議会が設置され、1955年（昭和30年）1月1日に蛇田村は石巻市に編入合併した。
荻浜村は西部地区（桃浦や折浜など）と田代島で石巻市との合併を推す声が強く、東浜地区（牧浜や福貴浦、狐崎浜など）で鮎川町・大原村との合併を推す声が強かったが、田代島住民らは「もし荻浜村が鮎川町・大原村と合併するのならば田代島のみ単独で石巻市への合併を決行する」という強硬態度に出たため、中立派だった荻浜や小積浜などの住民らや東浜地区の住民らは石巻市への編入合併に聴従することとなった。こうした背景もあり、荻浜村は石巻市との合併に積極的であったが、隣接する渡波町の態度未決定の煽りを受けて、合併実現が遅延していた。1954年（昭和29年）12月には、隣接する鮎川町および大原村との合併を県から勧告されたが、荻浜村はこれを拒否し、1955年1月17日の臨時村議会で石巻市への編入合併を決議した。石巻市議会では荻浜村との合併について、野党会派から渡波町を飛び越えての合併に疑念が表明されたため数日かけて議論が行われ、「渡波町との同時合併」を条件に荻浜村との合併を可決した。渡波町議会でも、石巻市への編入合併について22名中21名が賛成し、編入合併が議決された。これにより、石巻市・渡波町・荻浜村の合併は円満に実現するように見えたが、1955年春に渡波町に約1,000人の町民を集めた石巻市合併反対町民大会が計3回開かれ、町民から強い合併反対の意見が出された。これを受けて、渡波町は石巻市との合併強行を断念した。1955年3月23日、荻浜村代表が石巻市を訪れ、渡波町との同時合併という方針を緩和してほしい旨を伝えた。結果、3月28日に石巻市議会で石巻市と荻浜村の合併が可決され、4月10日に荻浜村は石巻市に合併された。
町民の激しい合併反対運動が繰り広げられていた渡波町では、1955年（昭和30年）4月11日に石巻市と渡波町の執行部および合併専門委員との話し合いが決裂し、4月15日に渡波町議会の全議員が辞表を提出したことで、石巻市との合併は一旦挫折した。しかし、1957年（昭和32年）2月27日に宮城県の指導で石巻市と渡波町の執行部・議会代表各10名からなる合併問題研究会が設置された。研究会を7回実施しても話がまとまらないことに痺れを切らした県は最後の手段として10月2日に大臣勧告を要請した。国・県からの強い圧力により、財政面での制裁を恐れた渡波町議会は1959年（昭和34年）4月21日、全会一致で石巻市との合併を可決した。反対派住民らが激しい反発を見せた石巻市と渡波町の合併は同年5月15日に実行され、石巻市の人口は7万8千人となった。

### 稲井町との合併
1960年（昭和35年）1月、稲井町長から町議会の議決を経て、稲井町中核部を石巻市の都市計画区域に編入してほしいとの要望が出され、新都市計画で組み入れられた。都市計画区域としての一体化や広域行政の進展により、石巻市と稲井町の合併の機運が高まり、1964年9月12日に両市町で合併協議会が設置された。そして1966年（昭和41年）10月13日、地方自治法に基づく法定協議会が設置され、12月13日、石巻市議会と稲井町議会で稲井町の石巻市への編入合併が議決され、23日に県議会で議決された。そして、1967年（昭和42年）3月23日、稲井町が石巻市へ編入合併された。合併により、石巻市の人口はおよそ10万3千となって、人口10万人を突破した。

### 石巻市以外の動向

#### 牡鹿郡
牡鹿郡では、牡鹿半島を占める鮎川町（1940年12月1日町制施行）、荻浜村、大原村の三ヶ町村合併が県試案で予定されていた。鮎川町と大原村は三ヶ町村合併に前向きな姿勢を見せており、特に青年団は「三町村の合併による牡鹿半島の後進性の排除」をスローガンに積極的な運動を展開していた。しかし、荻浜村では一部住民が石巻市合併促進委員会を結成するなど石巻市への合併を希望する声が多かったため、荻浜村は三ヶ町村合併協議会を離脱した。荻浜村が合併の枠組みから抜け、さらには大原村と女川町との分村合併を主張する声が上がるなど、合併協議が難航することもあったが、最終的には鮎川町と大原村の二ヶ町村合併が両町村議会にて議決され、1955年3月26日に牡鹿郡牡鹿町が成立することとなった。
稲井村は1959年（昭和34年）4月1日に町制施行し、4月20日に沢田字沢田地先公有水面埋立地416.72坪の所属未定地を、5月15日に渡波町廃止に伴い渡波町大字根岸字坂上山、城見山、竹ノ下、中、城見、城見ノ一及び大和田を編入した。

#### 桃生郡・本吉郡
桃生郡北部では、飯野川町、大谷地村、桃生村、中津山村、二俣村、橋浦村、大川村、本吉郡十三浜村の八ヶ村による大規模合併計画が県試案で予定されていた。しかし、この計画に桃生村および中津山村は当初から賛成せず、用排水等で関係の深い大谷地村を含めた三か村での合併を推進した。大谷地村は合併方針を明確に示さなかったため、1954年10月、中津山村と桃生村は二ヶ村のみで町村合併協議会を設置し、合併に関する具体的な話し合いが進められた。中津山村では登米郡豊里町との合併を希望する声も上がったが、所属郡が異なること、北上川を隔てた合併となることを理由に具体化には至らなかった。最終的に、1955年3月21日、中津山村と桃生村が合併して桃生郡桃生町が成立した。
橋浦村では、1953年8月に「将来、町村合併を行う場合に、どのような方途をとるべきか」に関しての村民大会を開いた。その中で合併対象町村を選定する村民投票が実施されたが、その結果は橋浦村と十三浜村の二ヶ村合併に賛成するものが87%と大多数を占めていたことが判明した。十三浜村においても合併に関する全世帯世論調査が1954年10月に実施されたが、橋浦村との合併を希望する者が70%余りを占めていた。両村は所属郡が異なるが、地勢や交通条件といった自然的条件および産業や経済といった社会的条件が共に共通していたため、このような意向調査結果が得られたのだという見解が存在する。結果、1955年1月26日に両村の議会において、県試案の桃生郡東部8か村合併の前提として両村の段階合併を議決し、同年4月1日に桃生郡北上村が成立した。なお、北上村の所属郡が桃生郡となったのは、十三浜村が国や県の行政上の所管区域が桃生郡諸町村と同一の扱いを受けていたためであるとされる。
飯野川町と二俣村、大川村は終始県試案の八ヶ町村合併を支持していたが、中津山村と桃生村、橋浦村と十三浜村の動向から、県試案での合併は不可能と判断し、1954年7月、飯野川町と二俣村、大川村に大谷地村を加えた四ヶ町村による協議を開始した。しかし、大谷地村の判然としない合併への態度が四ヶ町村の合併協議を停滞させた。大谷地村は新北上川開削前、飯野川町と陸続きであったことから、川の上集落と船越集落は飯野川町との合併を希望したが、鶴家集落と五十五人集落は土地改良区等を通じて関係が深い中津山村および桃生村との合併を希望していた。ただし、県が県試案の八ヶ町村合併を放棄し、飯野川町、二俣村、大川村、大谷地村の四ヶ町村の合併やむなしとする方向に傾き、合併を促したことから、町村合併促進協議会が設置され、1955年3月21日に四ヶ町村をもって桃生郡河北町が成立した。しかし、一部の大谷地村住民らは合併成立前後に分村合併を県議会に請願するなど、依然として大谷地村の分村は大きな問題であった。合併不許可陳情や分村合併請願は1955年から1957年の3年間だけでも県議会に7件提出されていた。一方で河北町はさらなる合併に意欲的で当時の河北町長紫桃正実らは「町村合併（河北町・桃生町・北上村）急速実現について請願」を1955年（昭和30年）の県議会第663回定例会に提出していた。
桃生郡中部では、広淵村、北村、須江村、前谷地村、鹿又村の五ヶ町村による合併が県試案で予定されていた。宮城県地方課によれば、これら五ヶ町村は農業を主体とした平坦な地域であり、農業水利を中心とした関係町村の結びつきが強く、日常生活および経済生活ともに一体的なつながりがあったとされる。前谷地村および広渕村、北村は県試案に若干の異論を持ちつつも、終始、県試案を支持していた。一方で、須江村と鹿又村は県試案での合併に反対の意を示した。須江村は総人口3千人のうち、約半数が石巻市への分村合併を希望しており、鹿又村は大谷地村との合併を主張し、さらに須江村および二俣村を含めた案を唱えた。このため、五ヶ町村の合併協議は混迷したが、合併促進協議会が須江村の分村問題を合併後に議会で善処することを約束し、宮城県が鹿又村の合併方針を一切受け入れないと表明したことで、結局、須江村と鹿又村は県案に同調することとなった。1955年2月には合併事項の協議に移り、3月21日に桃生郡河南町が成立した。

## 昭和中期から平成初期まで
1952年（昭和27年）11月1日、北村字大沢堤下、字大沢堤下、字柿ノ下の各一部が遠田郡南郷村に編入され、同時に南郷村大字練牛字植尻、字樋場、字地蔵車、大字木間塚字柿ノ下の各一部が北村に編入された。
1953年（昭和28年）、鹿又村字北向の一部が蛇田村に編入され、蛇田村字新堤の一部が鹿又村に編入された。
1956年（昭和31年）4月10日、所属未定の渡波町大字根岸字長浜地先公有水面埋立地664.99坪が渡波町に、8月10日、所属未定の雄勝町大字雄勝字伊勢畑地先公有水面埋立地486.33坪が雄勝町に、12月10日、南郷町大字練牛字樋場、字地蔵車、字清水前、字庚壇一、大字大柳字養助下、字牛旁土手、大字木間塚字喜蔵下の各一部が河南町に編入された。
1957年（昭和32年）4月1日、桃生町大字高須賀字小金袋が河南町に、河南町大字鹿又字荻臥が桃生町に編入された。
1958年（昭和33年）9月1日、所属未定地である渡波町大字祝田字梨木畑地先公有水面埋立地652.34坪が渡波町に、石巻市大字月浦字月浦地先公有水面埋立地328.12秤が石巻市に編入された。
1959年（昭和34年）1月20日、所属未定地である石巻市大字荻浜字横浜山地先公有水面埋立地284.4平方メートルが石巻市に、4月20日、稲井町沢田字沢田地先公有水面埋立地416.72坪が稲井町に、5月15日、渡波町大字根岸字坂上山、城見山、竹ノ下、中、城見、城見ノ一及び大和田が稲井町に編入された。
1960年（昭和35年）4月10日、所属未定の石巻市大字牧浜アツヤ浜地先公有水面埋立地442.32平方メートル、大字田代浜字新地地先公有水面埋立地277.0平方メートル、大字福貴浦字小田浜地先公有水面埋立地614.4平方メートル並びに大字小積浜字小積地先公有水面埋立地95.0平方メートルが石巻市に編入された。
1968年（昭和43年）11月1日、河北町中野字古戸前の一部が北上町に、北上町橋浦字三貫沢の一部が河北町に編入された。
1973年（昭和48年）8月1日、桃生町神取字西八反崎の一部が遠田郡涌谷町に、涌谷町猪岡短台字桑畑の一部が桃生町に編入された。
1998年（平成10年）11月1日、河南町須江字上大刈場の一部が桃生郡矢本町に、矢本町赤井字横関二号の一部が河南町に編入された。
2003年（平成15年）2月1日 - 桃生町高須賀字伍郎田、字田待の各一部が河北町に、河北町小船越字七口、字新田待井、字六番一江の各一部が桃生町に編入された。

## 平成期の合併
高度経済成長による都市化やモータリゼーションによる生活圏の拡大から、地方自治体は自治体の枠をこえた「まちづくり」の必要性が浮上し、また同時に少子高齢化といった社会情勢の変化による住民の行政に対するニーズの高度化・複雑化に対応できる行財政の必要性も浮上していた。そんなか、小泉政権のもと推し進められた三位一体の改革の一環で地方分権一括法が公布されてから、地方に権限を委譲し地方自治体の自主性・自立性を高めるという政府の意向が明らかにされた。これにより地方自治体は行政事務の拡大や自治体の健全運営という観点から行政システムの構造的な改革が迫られた。2001年（平成13年）には臨時財政対策債の発行開始により地方交付税が減少に転じた。小泉内閣総理大臣から「経済情勢等の変化に対応した地方行政財政制度の構造改革について調査審議を求める」と諮問を受けた地方制度調査会は2002年（平成14年）11月、「将来的には市を基礎的な自治体とし、合併特例が失効する平成17年3月以降は合併に対する財政的な特典を付けないことで合併を推進すべき」という通称「西尾私案」の考えを含んだ報告書を答申し、その後の地方制度調査研究会の調査報告もあわせて「自治体への各種財政措置の見直し」「合併特例法執行以後の合併に対する財政支援措置の不実施」を決定した。これにより2004年（平成16年）からは地方交付税と臨時財政対策債の合算額も減少に転じた。
平成初期、のちに石巻市となる1市6町はいずれも歳入の多くを交付金に頼っており、自主財源である市町村税の占める割合は石巻市を除いていずれも低い状況にあった。さらに歳出では人件費や公債費などの義務的な経費が多くを占めている状況が続き、経常収支比率は2001年（平成13年）、石巻市が90%を突破、他5町についても80%を突破するなど財政は弾力性に乏しかった。以下は石巻地区1市6町の2001年度決算の概要である。なお、表中の単位は100万円とし、それ以下の数値は切り捨てとする。
| 自治体 | 歳入決算額   | 歳入決算額           | 歳入決算額           | 歳出決算額   | 歳出決算額             | 財政力指数 |
| 自治体 | 総額         | うち交付税（割合）   | うち市町村税（割合） | 総額         | うち義務的経費（割合） | 財政力指数 |
| ------ | ------------ | -------------------- | -------------------- | ------------ | ---------------------- | ---------- |
| 石巻市 | 37,892百万円 | 9,637百万円（23.1%） | 14,589万円（38.5%）  | 37,476百万円 | 17,939百万円（47.9%）  | 0.58       |
| 河北町 | 6,297百万円  | 3,136百万円（46.1%） | 814百万円（12.9%）   | 6,135百万円  | 2,568百万円（41.9%）   | 0.23       |
| 雄勝町 | 3,693百万円  | 1,843百万円（45.1%） | 274百万円（7.4%）    | 3,587百万円  | 1,264百万円（35.2%）   | 0.15       |
| 河南町 | 6,730百万円  | 3,056百万円（41.3%） | 1,409百万円（20.9%） | 6,592百万円  | 2,356百万円（35.8%）   | 0.34       |
| 桃生町 | 4,038百万円  | 1,907百万円（44.1%） | 555百万円（13.8%）   | 3,853百万円  | 1,532百万円（39.8％）  | 0.25       |
| 北上町 | 2,706百万円  | 1,542百万円（51.9%） | 243百万円（9.0%）    | 2,563百万円  | 1,217百万円（47.5%）   | 0.16       |
| 牡鹿町 | 7,549百万円  | 1,997百万円（23.9%） | 371百万円（4.9%）    | 7,452百万円  | 1,433百万円（19.2%）   | 0.16       |

こういった背景もあり、宮城県は石巻市などといった財政難にあえぐ県下の自治体の再編による行政の効率化を画策し、2000年（平成12年）3月に「宮城県市町村合併推進要綱」を定めた
。その計画の中で石巻市は矢本町をはじめとする桃生郡・牡鹿郡の9町との合併とそれに伴う特例市移行が期待されていた。1市9町合併が実現すれば新市の人口は229,772人となり、特例市移行の必要条件を満たしていた。2002年（平成14年）7月3日、石巻地方1市9町は各市町の首長と議会議長からなる石巻広域合併調査研究会を発足し、石巻地方全体の枠組みによる合併について検討を進め、翌年1月末に任意合併協議会を設置する方針について確認した。しかし、12月26日、第4回研究会で2町合併もしくは河南町を加えた3町合併を目指す矢本町と鳴瀬町および原発が立地する女川町が協議会への不参加を表明した。また、翌年2月5日、第5回研究会で合併に対しての態度を保留していた牡鹿町も女川町との合併を目指すとして協議会への不参加を表明した。その結果、2003年（平成15年）2月24日に石巻市・河北町・雄勝町・河南町・桃生町・北上町が参加する石巻地区1市5町任意合併協議会が設置されることとなった。
一方、女川町では周辺市町との合併について2003年（平成15年）3月から住民意向調査を行ったところ、66.3%が単独を選択する結果となった。これを受けて牡鹿町議会では女川町との合併を白紙撤回して、代わりに任意協議会に参加することを議決した。任意協議会はこれを承認し、石巻地区1市5町任意合併協議会は石巻地区1市6町任意合併協議会と改称した。2003年（平成15年）7月25日、任意協議会は地方自治法に基づいた法定協議会である石巻地域合併協議会に昇格した。
法定協議会成立後、石巻市議会の広域合併推進特別委員会で、合併の枠組みが従来検討していた1市9町から1市6町となったことから、編入合併論が急浮上した。これに対し、2003年（平成15年）7月18日、6町の首長および議会議長が連名で合併方式を新設合併とするよう申し入れる文書を石巻市長に提出し、石巻市長は市議会の各会派に対して、合併方式は新設合併とすることを要請した。しかし、その後も石巻市議会は編入合併も検討することを主張し、新設合併だけでなく編入合併も検討することを条件に合併協議会の決定に従うことを確認した。その結果、2003年（平成15年）8月28日の第2回協議会において、合併方式は新設合併とすることが決定した。第2回協議会では併せて、新市の名称、事務所位置などを小委員会で協議することも確認した。新市の名称を公募したところ、応募数は4,314件、有効応募数は3,293件で、主な名称案は「石巻市」が1,282件、「いしのまき市」が354件、「新石巻市」が94件、「南三陸市」が51件、「日和市」が50件、「石の巻市」が39件となっていた。地域別に見ると北上町以外の1市5町では「石巻市」が最も多く、北上町では「いしのまき市」が最も多かった。2003年（平成15年）12月の第8回協議会で新市名称を石巻市とすることが決定した。事務所位置は同年11月の第7回協議会で当時の石巻市役所とすることが決定した。
2004年（平成16年）3月8日に開かれた河北町議会合併調査特別委員会が合併による行政サービスの低下や合併反対の住民が多いことなどを理由に合併協議会からの離脱を決議し、町議会でも単独で存続することを決定した。これにより河北町は合併協議会から離脱し、協議会に残った1市5町は石巻地域合併協議会を休止し、それとは別に石巻地域1市5町合併協議会を設置して引き続き議論を継続した。一方で河北町では合併離脱反対派の住民らが合併の是非を問う住民投票条例の直接請求に向けた署名活動を開始し、有権者の過半数の署名を集めた。6月14日に住民投票条例が可決され、7月11日に投票を実施したところ、合併賛成が57.5%となり、合併反対を上回る結果となった。河北町長は住民の意思を尊重するとして、合併協議会に再加入する議案を議会に提出し、これが可決されたことから、8月11日に合併協議会への再加入を申し入れた。これを受けて、石巻地域1市5町合併協議会は休止し、石巻地域合併協議会が再開した。
その後の協議会で全ての協定項目の協議が終了し、10月30日に合併協定調印式が行われた。11月には関係市町の各議会で合併関係全議案が可決され、廃置分合申請がなされた。12月16日には県議会および県知事が廃置分合を承認し、2005年（平成17年）4月1日に石巻市・河北町・雄勝町・河南町・桃生町・北上町・牡鹿町を廃して、その区域をもって石巻市が成立した。
なお、2006年（平成18年）3月に宮城県により作成された宮城県市町村合併推進構想によれば、石巻市との合併を見送った女川町と2町での合併を選択した東松島市（旧矢本町・鳴瀬町）は特例市移行の実現をはじめとする広域合併の意義に対して一応の理解を示しており、石巻地域の市町村合併について「将来的な広域合併への可能性を秘めた形での再編」であったとしている。

## 平成の大合併から現在まで
2019年（平成31年）2月1日、遠田郡美里町のうち木間塚字馬場崎、二郷字新堀、二郷字鳥ノ巣、二郷字矢返の各一部が石巻市に編入され、同時に石巻市北村字朝日前、北村字大沢堤下、北村字熊崎、北村字新天神下、北村字鳥の巣、北村字矢返、北村字六反替地の各一部が美里町に編入された。